# Banvall

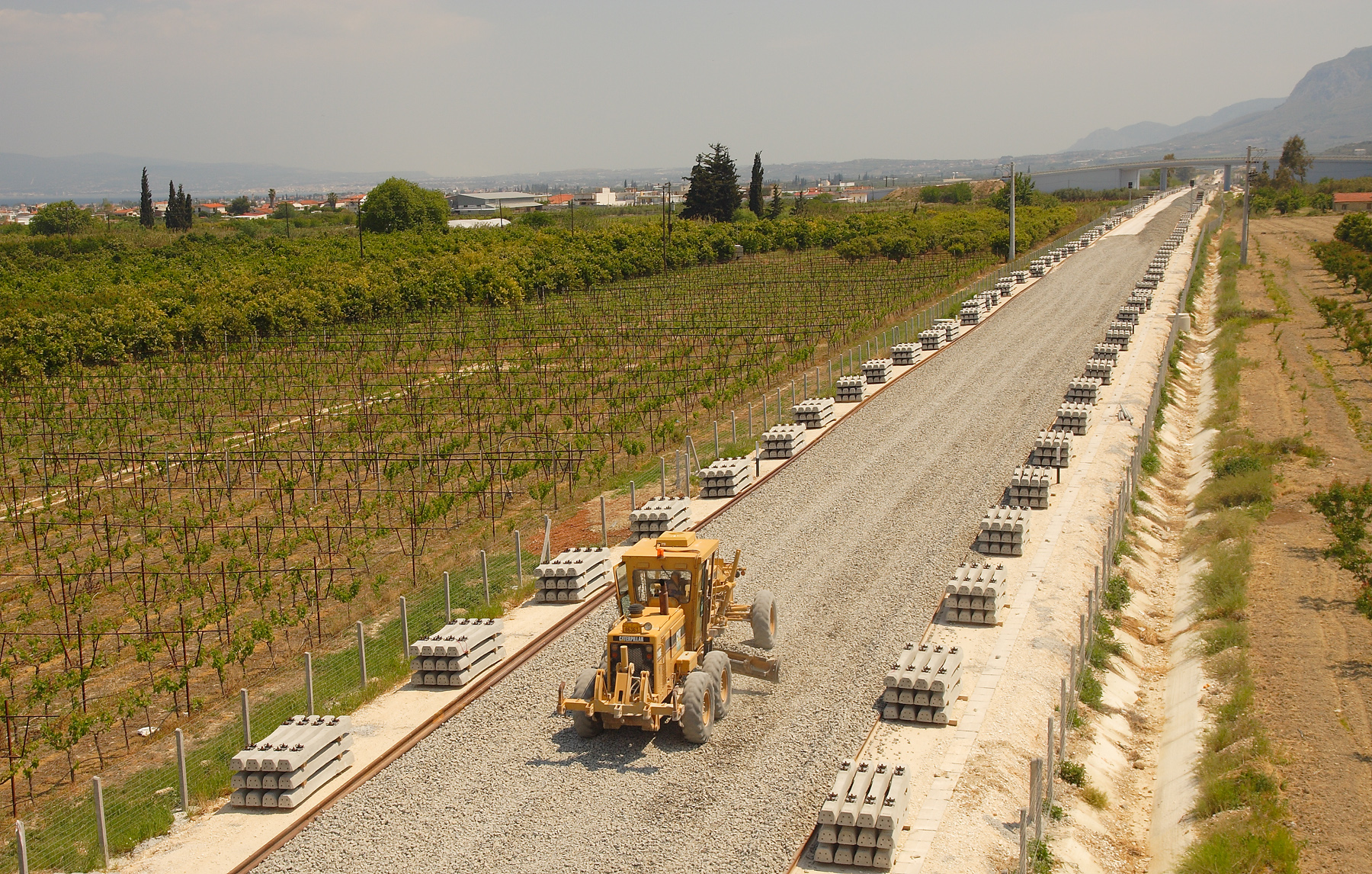
Bygge av ny banvall för en ny järnväg i Grekland

En banvall eller järnvägsbank bär upp själva järnvägen.
En bana delas in i överbyggnad (spår, kontaktledning och ballast) samt banunderbyggnad (banvall, skärning, bro eller tunnel). Med avseende på trafik brukar utförandet skilja sig något och indelningen brukar göras mellan spårväg (som kan gå på såväl gata som separat bana), tunnelbana (alltid separat bana, utan plankorsningar) samt järnväg (ty. "Vollbahn").
Jämfört med vägbyggnad är skillnaderna inte så stora förutom lutningar, sidomått (höjd och bredd) och specifik last.
Ordet "banvall" är belagt i svenska språket sedan 1872.

## Uppbyggnad
Banunderbyggnaden består hos modernare järnvägar av ett bärkraftigt, icke-organiskt samt självdränerande material som inte reagerar på frost. Även stora stenblock kan ingå i banvallen så länge som ytan jämnas av. Banöverbyggnaden har makadam, som är grovt, krossat bergmaterial. Makadam suger inte upp vatten (frostpassivt), fryser inte ihop vintertid (mjukare spårbädd) och är extremt kompakt när det är välpackat (vibrerat). Ett alternativt sätt att bygga banöverbyggnaden är bygga en ballastfri banöverbyggnad. Ballastfritt spår innebär att banöverbyggnaden är byggd i betong istället för att bestå av makadam.
När järnvägen istället skär genom terrängen talar man om jordskärning eller bergskärning och måste den passera under mark talar man om betongtunnlar eller bergtunnlar. Måste man över en djup dalgång krävs ofta en bro (betong eller stål). I undantagsfall förekommer även så kallade sänktunnlar vid anläggning av betongtunnel på flodbotten (exempelvis T-banetunneln mellan stationerna Hornstull och Liljeholmen i Stockholm eller den nya lokaltågstunneln under Riddarfjärden i samma stad.
På banvallen lägger man sliprar som har rälsbefästningar som man monterar rälsen på. Numera används för det mesta sliprar av betong. Träsliprar blir allt mer sällsynta, däremot finns det fortfarande gott om äldre banor med träsliprar runt om i Sverige. Stålsliprar förekommer i andra länder, liksom betongplattespår.
När rälsen är lagd så lossar man makadam varefter en spårriktmaskin riktar och justerar spåret i såväl höjdled ("stoppning") som sidled ("baxning"). Dessutom komprimeras ballasten noga vid slipersändar (minskar risken för solkurvor). Eventuellt behövs flera utkörningar av ballast samt spårriktning. Sist plogas och sopas spåret så att överdelen av slipers är lätt inspekterbar (eventuella sprickor etc).
Banor är mycket dyra att bygga, minst 350 miljoner kronor per mil dubbelspår och ibland ända upp till 2 miljarder kronor per banmil. Vid tunnlar (till exempel Citybanan i Stockholm) ligger kostnaden på upp till 20 miljarder kronor per mil dubbelspår. Kostnaderna gör att många järnvägar går på samma sträckning som när de byggdes (ofta under 1800-talet). Kostnaderna för att bygga har haft en tendens att stiga mer än inflationen, på grund av stigande krav.